# Las Bajadas
Las Bajadas es una localidad situada en el departamento Calamuchita, provincia de Córdoba, Argentina.
Se encuentra situada sobre la RN 36, a 110 km de la Ciudad de Córdoba. Además es atravesada por el arroyo Soconcho.
La principal fuente de ingresos es la agricultura, existiendo en la localidad algunas establecimientos agrícolas (plantas de silos, etc.), pero, no obstante, el turismo también constituye una importante fuente de dinero para la comuna.
Además, el Rally Mundial, importante certamen automovilístico que todos los años se lleva a cabo en la provincia de Córdoba, da su paso por la localidad.

## Población
Cuenta con 220 habitantes (Indec, 2022), lo que representa un incremento del 35% frente a los 141 habitantes (Indec, 2010) del censo anterior.
| Gráfica de evolución demográfica de Las Bajadas entre 2001 y 2022 |
|                                                                   |
| Fuente: Censos nacionales del INDEC                               |